# Ed Whitlock
Ed Whitlock (Londra, 6 marzo 1931 – Toronto, 13 marzo 2017) è stato un maratoneta canadese di origine britannica, il primo ultrasettantenne a correre la specialità in meno di tre ore con il tempo di 2h59'10" nel 2003.

## Biografia
Whitlock, dopo aver corso da giovane riprese l'attività sportiva da quarantenne. Nel 2000 fu la persona più anziana a correre la maratona in meno di 3 ore col tempo di 2h52'47". Da allora ha continuato a migliorare il suo record, correndo a 74 anni con il tempo di 2h58'40". Il suo miglior tempo dopo i 70 anni fu 2h54'48" a 73 anni.
Nel 2006 ha stabilito il record mondiale per il gruppo da 75 a 79 anni col tempo di 3h08'35" alla Toronto Waterfront Marathon e nella Maratona di Rotterdam il 15 aprile 2007 ha abbassato il suo tempo a 3h04'54" Il 26 settembre 2010 ha corso la Toronto Waterfront Half Marathon (mezza maratona) in 1h34'23"4.
Ottantenne alla Maratona di Rotterdam il 10 aprile 2011 ha corso col tempo di 3h25'43", tempo migliorato alla Toronto Waterfront Marathon il 16 ottobre dello stesso anno col tempo di 3h15'54".
Whitlock è nato a Londra, successivamente si è trasferito in Canada, dove risiedeva, a Milton, Ontario.

## Competizioni internazionali
1979
- Argento alla Maratona di Montréal ( Montréal) - 2h33'29"

1983
- 196º alla Maratona di Milwaukee ( Milwaukee) - 2h57'50"

1992
- 25º alla Coors Light Toronto ( Toronto) - 1h19'46"

1994
- 15º alla Forest City Marathon ( London) - 2h50'22"
- 30º alla Around the Bay Road Race ( Hamilton), 30 km - 1h57'07"
- 25º alla GMC Toronto Half Marathon ( Toronto) - 1h18'38"
- 20º alla Harold Webster Memorial Boxing Day ( Hamilton), 10 miglia - 1h05'13"
- 15º alla Coors Light College Park ( Toronto) - 35'41"
- 35º alla American Express Power Challenge ( Toronto), 8 km - 27'59"
- 35º alla Brooks Spring Runoff ( Toronto), 8 km - 29'27"
- 25º alla Robbie Burns Day ( Burlington), 8 km - 29'32"

1995
- 40º alla GMC Toronto Half Marathon ( Toronto) - 1h23'47"
- 40º alla Harold Webster Memorial Boxing Day ( Hamilton), 10 miglia - 1h00'09"

1996
- 100º alla Maratona di Columbus ( Columbus) - 2h56'43"
- 30º alla Runner's Choice GMC Toronto Half Marathon ( Toronto) - 1h19'32"
- 6º alla Buffalo Half Marathon ( Buffalo) - 1h20'17"
- 30º alla Harold Webster Memorial Boxing Day ( Hamilton), 10 miglia - 1h03'12"
- 40º alla Runner's Choice Downtown ( Toronto) - 36'01"
- 40º alla Reebok Columbus Centre ( Toronto) - 38'41"
- 16º alla Robbie Burns Day ( Burlington), 8 km - 28'24"
- 30º alla The Mackenzie Challenge ( Toronto), 8 km - 28'36"
- 50º alla Runner's Choice Brooks Spring Runoff ( Toronto), 8 km - 31'04"
- 35º alla Subaru Buffalo Chase ( Buffalo), 4 miglia - 22'49"
- 25º alla Powerbar Spring Tuneup ( Toronto), 5 km - 17'39"

1997
- 110º alla Maratona di Columbus ( Columbus) - 2h54'07"
- 35º alla Around the Bay ( Hamilton), 30 km - 2h00'46"
- 35º alla Mezza maratona di Toronto ( Toronto) - 1h21'35"
- 40º alla Harold Webster Memorial Boxing Day ( Hamilton), 10 miglia - 1h05'32"
- 150º alla Utica Boilermaker ( Utica), 15 km - 56'41"
- 14º alla Timex Night Crawler ( Toronto), 5 miglia - 28'47"
- 40º alla Scotiabank Spring Runoff ( Toronto), 8 km - 30'10"
- 20º alla Robbie Burns Day ( Burlington), 8 km - 30'18"
- 35º alla Subaru Buffalo Chase ( Buffalo), 4 miglia - 23'24"
- 25º alla Toronto Globe and Mail ( Toronto), 5 km - 17'34"

1998
- 60º alla Maratona di Columbus ( Columbus) - 2h51'19"
- 30º alla Mezza maratona di Toronto ( Toronto) - 1h21'26"
- 50º alla Compugen 10 km ( Toronto) - 36'31"
- 50º alla Subaru Buffalo Chase ( Buffalo), 4 miglia - 23'50"
- 35º alla Rock N' Roll 5 km ( Toronto), 5 km - 17'59"

1999
- 70º alla Maratona di Columbus ( Columbus) - 2h51'02"
- 25º alla Around the Bay ( Hamilton), 30 km - 1h58'39"
- 40º alla Runner's Choice GMC Toronto Half Marathon ( Toronto) - 1h20'33"
- 30º alla Powerbar Ten Miles ( Toronto), 10 miglia - 1h00'11"
- 110º alla Utica Boilermaker ( Utica), 15 km - 55'38"
- 40º alla Compugen 10 km ( Toronto) - 36'49"
- 45º alla DuPont Spring Run-Off ( Toronto), 8 km - 30'39"

2000
- 64º alla Maratona di Columbus ( Columbus) - 2h52'50"
- 25º alla Around the Bay ( Hamilton), 30 km - 1h57'40"
- 40º alla Mezza maratona di Toronto ( Toronto) - 1h20'14"
- 8º alla Mezza maratona di Scottsdale ( Scottsdale) - 1h22'19"
- 160º alla Utica Boilermaker ( Utica), 15 km - 55'04"
- 30º alla Grimsby Peach Bud ( Grimsby) - 36'11"
- 45º alla Compugen 10 km ( Toronto) - 37'05"
- 15º alla Robbie Burns Day ( Burlington), 8 km - 29'49"
- 45º alla DuPont Spring Run-Off ( Toronto), 8 km - 30'34"

2001
- 21º alla Forest City Marathon ( London) - 3h00'23"
- 30º alla Around the Bay ( Hamilton), 30 km - 2h00'56"
- 10º alla Mezza maratona di Grand Island ( Grand Island) - 1h22'23"
- 12º alla Mezza maratona di Red Deer ( Red Deer) - 1h28'11"
- 50º alla Sporting Life 10 km ( Toronto) - 37'14"
- 40º alla Grimsby Peach Bud ( Grimsby) - 38'29"
- 35º alla Waterloo Classic ( Toronto) - 38'44"
- 200º alla DuPont Spring Run-Off ( Toronto), 8 km - 31'13"
- 20º alla Nickel City Aid to Athletes ( Buffalo), 5 km - 19'45"

2003
- 26º alla Maratona di Toronto ( Toronto) - 2h59'09"
- 200º alla Crim Road Race ( Flint), 10 miglia - 1h02'25"
- 250º alla Utica Boilermaker ( Utica), 15 km - 58'55"
- 25º alla Stockade-athon ( Schenectady), 15 km - 59'54"
- 40º alla Grimsby Peach Bud ( Grimsby) - 40'01"
- 60º alla Subaru Buffalo Chase ( Buffalo), 4 miglia - 24'18"
- 68º alla Syracuse Festival of Races ( Syracuse), 5 km - 19'08"

2004
- 24º alla Maratona di Toronto ( Toronto) - 2h54'48"
- 40º alla Around the Bay ( Hamilton), 30 km - 2h03'50"
- 12º alla Stockade-athon ( Schenectady), 15 km - 58'57"
- 8º alla Whitey's Road Race ( Waterdown), 15 km - 59'01"
- 13º alla Bread and Honey ( Mississauga), 15 km - 59'53"
- 10º alla Longboat Toronto Island Run ( Toronto) - 37'33"
- 20º alla Grimsby Peach Bud ( Grimsby) - 37'46"
- 15º alla Forest City Road Race ( London) - 38'16"
- 86º alla Powerbar Rock 'n' Roll 5 km ( Toronto), 5 km - 18'21"

2005
- 449º alla Maratona di Rotterdam ( Rotterdam) - 2h58'40"
- 51º alla Maratona di Toronto ( Toronto) - 3h02'40"
- 25º alla Stockade-athon ( Schenectady), 15 km - 59'43"
- 15º alla Longboat Toronto Island Run ( Toronto) - 39'04"
- 88º alla Nissan Foundation at The Docks ( Toronto), 5 km - 19'05"

2006
- 87º alla Maratona di Toronto ( Toronto) - 3h08'34"
- 95º alla Stockade-athon ( Schenectady), 15 km - 1h00'29"
- 35º alla Longboat Toronto Island Run ( Toronto) - 40'10"
- 63º alla Nissan Foundation at The Docks ( Toronto), 5 km - 18'45"

2007
- 100º alla Maratona di Rotterdam ( Rotterdam) - 3h04'53"
- 18º alla Forest City Road Race ( London) - 1h29'26"
- 27º alla Grimsby Peach Bud ( Grimsby) - 40'13"

2009
- 200º alla Mezza maratona di Toronto ( Toronto) - 1h37'38"
- 100º alla Stockade-athon ( Schenectady), 15 km - 1h06'13"

2010
- 100º alla Mezza maratona di Toronto ( Toronto) - 1h34'26"
- 175º alla Stockade-athon ( Schenectady), 15 km - 1h06'45"

2011
- 800º alla Maratona di Rotterdam ( Rotterdam) - 3h25'43"
- 269º alla Maratona di Toronto ( Toronto) - 3h15'53"
- 120º alla Stockade-athon ( Schenectady), 15 km - 1h07'05"
- 36º alla Longboat Toronto Island Run ( Toronto) - 42'58"
- 20º alla Frosty 5 km ( Burlington), 5 km - 23'03"

2012
- 346º alla Maratona di Toronto ( Toronto) - 3h30'28"
- 41º alla Mezza maratona di Milton ( Milton) - 1h38'59"

2013
- 743º alla Maratona di Toronto ( Toronto) - 3h41'57"
- 103º alla Stockade-athon ( Schenectady), 15 km - 1h09'11"
- 45º alla Longboat Toronto Island Run ( Toronto) - 44'22"

2014
- 47º alla Mezza maratona di Waterloo ( Waterloo) - 1h46'12"

2015
- 120º alla Longboat Toronto Island Run ( Toronto) - 49'08"

2016
- 920º alla Maratona di Toronto ( Toronto) - 3h56'38"
- 320º alla Stockade-athon ( Schenectady), 15 km - 1h15'10"
- 50º alla Mezza maratona di Waterloo ( Waterloo) - 1h50'47"